# Scatella obscuriceps
Scatella obscuriceps är en tvåvingeart som beskrevs av Cresson 1915. Scatella obscuriceps ingår i släktet Scatella och familjen vattenflugor. Inga underarter finns listade i Catalogue of Life.